# Igor Borkowski
Igor Kamil Borkowski – polski językoznawca, dr hab. nauk humanistycznych, profesor nadzwyczajny, Wydziału Prawa i Komunikacji Społecznej Uniwersytetu SWPS  i Instytutu Dziennikarstwa i Komunikacji Społecznej Wydziału Filologicznego Uniwersytetu Wrocławskiego.

## Życiorys
28 września 1999 obronił pracę doktorską Język i system propagandy politycznej w prasie 1981-1995, 10 marca 2009 habilitował się na podstawie pracy zatytułowanej Siostra śmierć. Studium komunikacyjno-kulturowe funeraliów Kongregacji Sióstr Miłosierdzia św. Karola Boromeusza w Trzebnicy, 1855-2005. Był zatrudniony na stanowisku profesora nadzwyczajnego w Instytucie Dziennikarstwa i Komunikacji Społecznej na Wydziale Filologicznym Uniwersytetu Wrocławskiego, a obecnie na Wydziale Prawa i Komunikacji Społecznej Uniwersytetu SWPS.
Był prodziekanem na Wydziale Filologicznym Uniwersytetu Wrocławskiego, a także członkiem Zespołu Nauk Humanistycznych oraz Nauk Teologicznych Polskiej Komisji Akredytacyjnej.